# Alaena reticulata
Alaena reticulata är en fjärilsart som beskrevs av Butler 1896. Alaena reticulata ingår i släktet Alaena och familjen juvelvingar. Inga underarter finns listade i Catalogue of Life.